# Platymetopius perplexus
Platymetopius perplexus är en insektsart som beskrevs av Rauno E. Linnavuori 1965. Platymetopius perplexus ingår i släktet Platymetopius och familjen dvärgstritar. Inga underarter finns listade i Catalogue of Life.